# Жилкин, Виталий Евгеньевич
Вита́лий Евге́ньевич Жи́лкин (27 августа 1963 года, Ташкент, Узбекская ССР — 26 октября 2019 года, Барнаул) — советский футболист, российский тренер. Мастер спорта СССР[уточнить].

## Биография
Воспитанник ташкентского футбола, привлекался в молодёжную сборную СССР. Карьеру игрока начинал в «Тракторе». В 1981 году перешёл в «Пахтакор», который играл в высшей лиге чемпионата СССР, и провёл в его составе 22 матча.
После ухода из «Пахтакора» играл в «Звезде» Джизак, «Сохибкоре», алмалыкском «Металлурге» и чирчикском «Сельмашевце». В 1989 году вернулся в «Трактор», за который отыграл два сезона.
Карьеру футболиста завершил в 1994 году, выступая за венгерский любительский клуб «Ясболдогхаза».

## Тренерская деятельность
Ещё до переезда в Венгрию Жилкин работал главным тренером родного «Трактора».
В 2000 году переехал в Барнаул, где работал в структуре местного «Динамо». В межсезонье 2000—2001 исполнял обязанности главного тренера команды.
В 2004 году работал тренером «Океана» из Находки, однако по окончании сезона вернулся в Барнаул. После непродолжительного периода в основной команде «Динамо» Жилкин занялся воспитанием молодых футболистов в клубной школе.

## Смерть
26 октября 2019 года Жилкин был найден мёртвым в своей машине, которая стояла на обочине. Предварительной причиной смерти медики назвали инфаркт или отрыв тромба.